# Sudetendeutsche Landsmannschaft

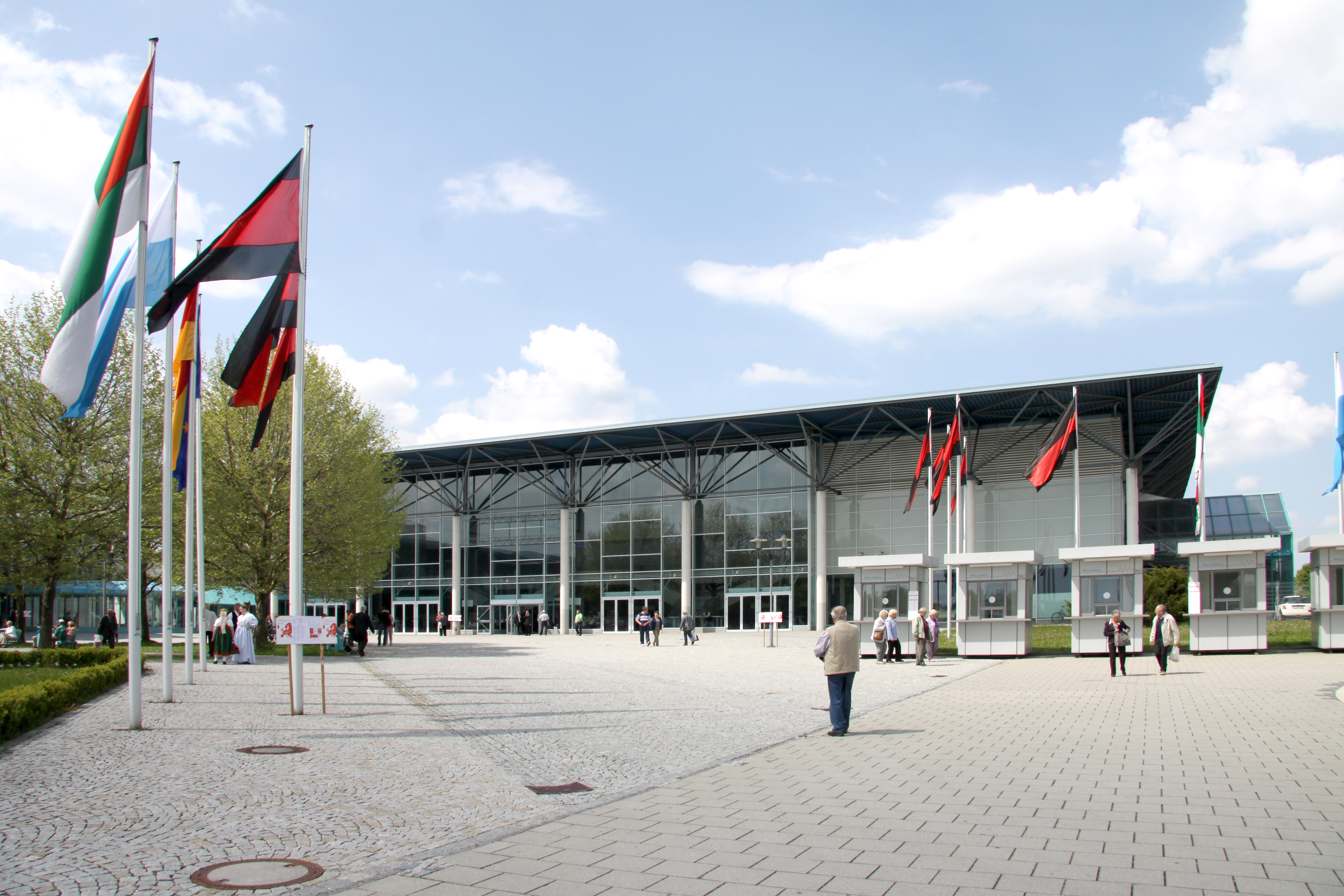
61. Sudetendeutscher Tag (2010) na terenach targowych w Augsburgu

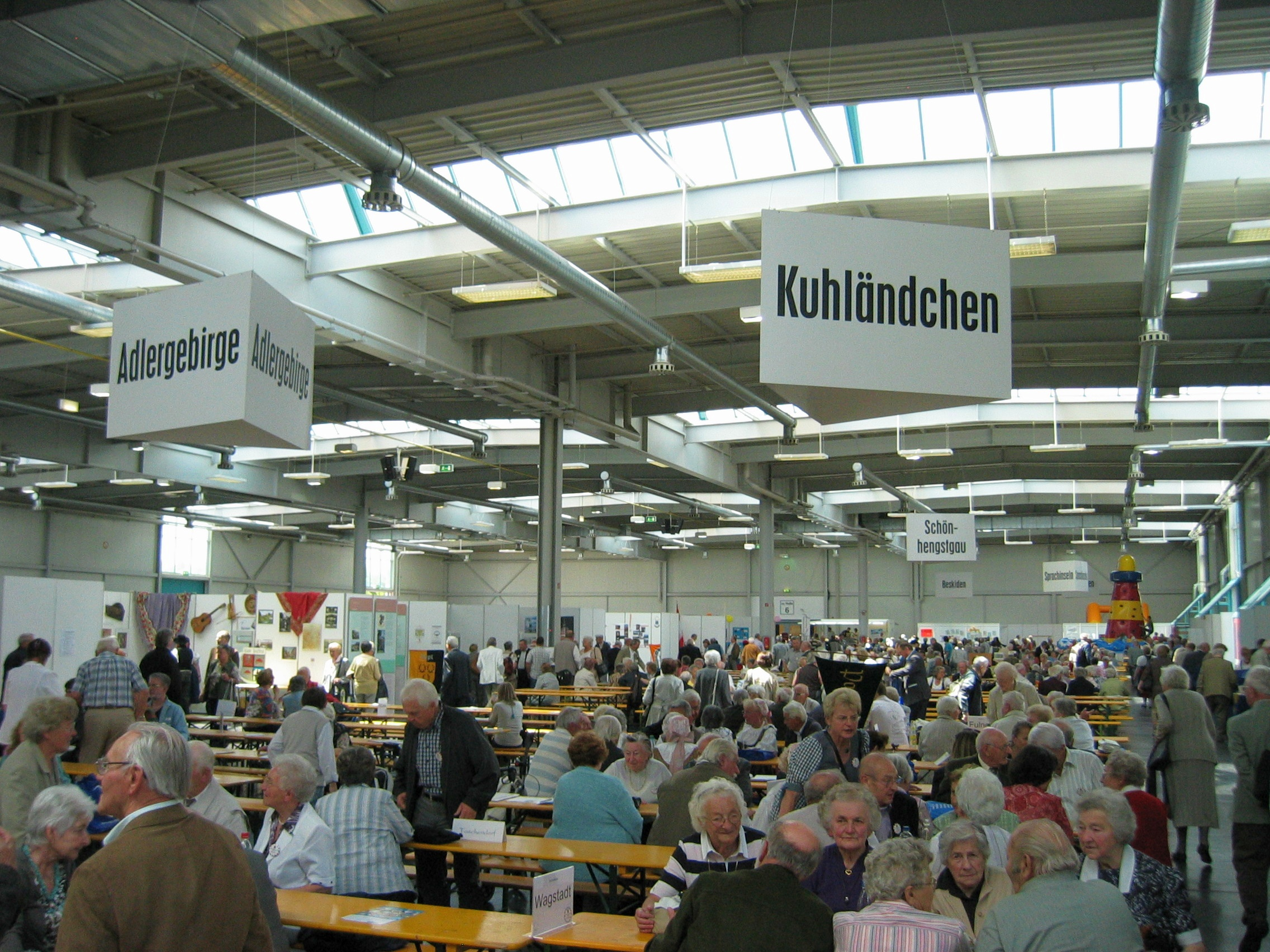
62. Sudetendeutscher Tag (2011) na terenach targowych w Augsburgu

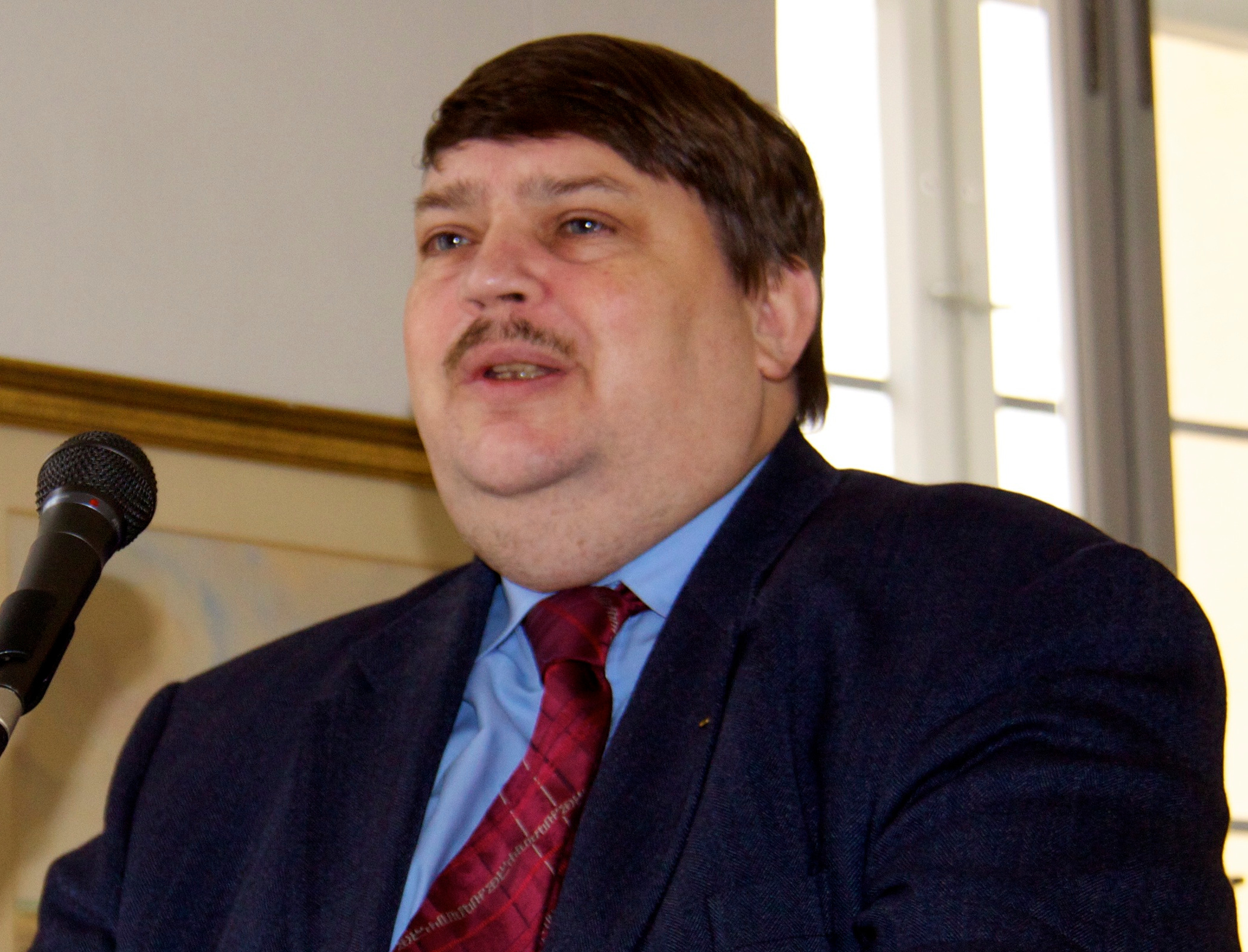
Bernd Posselt (2013)

Sudetendeutsche Landsmannschaft (SL; pol. Ziomkostwo Sudeckoniemieckie, czes. Sudetoněmecké krajanské sdružení (SKS) albo Sudetoněmecký landsmanšaft) – organizacja (stowarzyszenie) działająca na terenie Niemiec i Austrii. Jej głównym celem jest pielęgnacja kultury Niemców sudeckich.

## Organizacja
Ziomkostwo Sudeckoniemieckie jest organizacją wypędzonych i przesiedleńców z Kraju Sudetów i Czech Wewnętrznych, ich potomków (bez ograniczenia liczby generacji) oraz osób popierających Ziomkostwo. Jako stowarzyszenie jest członkiem Związku Wypędzonych (Bund der Vertriebenen – BdV).
Obecnym przewodniczącym Ziomkostwa jest Bernd Posselt (* 1956), jego poprzednikiem był pochodzący z Heidelbergu Franz Pany (* 1957).
Ziomkostwo liczy obecnie ponad 250 000 członków.

## Kierownictwo

### Rzecznicy
- 1950–1959 Rudolf Lodgman von Auen(inne języki)
- 1959–1967 Hans-Christoph Seebohm (DP(inne języki) i CDU)
- 1968–1982 Walter Becher(inne języki) (Deutsche Gemeinschaft(inne języki), GB/BHE, GDP(inne języki), CSU)
- 1982–2000 Franz Neubauer(inne języki) (CSU)
- 2000–2008 Johann Böhm(inne języki) (CSU)
- od 2008 Bernd Posselt (CSU)

### Przewodniczący federalni
- 1954–1959 Frank Seiboth(inne języki) (od 1952 r. GB/BHE, od 1961 r. GDP(inne języki), od 1967 SPD)
- 1959–1975 Franz Böhm
- 1976–1982 Walter Becher(inne języki) (GB/BHE, GDP, CSU)
- 1982–1987 Jörg Kudlich(inne języki)
- 1987–2000 Franz Neubauer(inne języki) (CSU)
- 2000–2008 Bernd Posselt (CSU)
- 2008-2014 Franz Pany(inne języki)
- od 2014 Bernd Posselt (CSU)

### Przewodniczący w Austrii
- 1953-1971 Emil Michl
- 1971-1978 Emil Schembera
- 1978-1986 Josef Koch
- 1987-2000 Karsten Eder
- 2000-2023 Gerhard Zeihsel
- od 2023 Rüdiger Stix

## Historia
Stowarzyszenie powstało na początku lat 50. XX wieku jako organizacja Niemców sudeckich wypędzonych z Czech po klęsce Niemiec w drugiej wojnie światowej. W organizacji połączyły się cztery grupy: Ackermann-Gemeinde (katolicy sudeckoniemieccy), Johannes-Mathesius-Gesellschaft – Evangelische Sudetendeutsche (protestanci sudeckoniemieccy), Seliger-Gemeinde (socjaldemokraci sudeckoniemieccy) i Witikobund (nacjonaliści sudeckoniemieccy).
Ziomkostwo Sudeckoniemieckie w Argentynie (hiszp. Asociación de Sudete-Alemanes en la Argentina) było ustanowione w kwietniu 1936 r., W Paragwaju istnieje koło miasta Villarica od 1933 r. Kolonie Sudetia. W Brazylii w São Bento do Sul istnieje towarzystwo Sudetosul i w Linha Imperial kolo miasta Nova Petrópolis istnieje Freundeskreis Sudetenland. W Kanadzie w Tomslake w Kolumbii Brytyjskiej i w Einzel-Farmen w Saskatchewan mieszkają sudeckoniemieccy uchodźcy antynazistowscy z lat 1938/1939.
Od 2003 roku istnieje w Pradze SKS – Informační středisko Praha s.r.o. – sudeckoniemieckie biuro informacyjne.
W sierpniu 2009 powstało, a dopiero w marcu 2015 zostało zarejestrowane przez Najwyższy Sąd Administracyjny Republiki Czeskiej Ziomkostwo Sudeckoniemieckie w Czechach, na Morawach i na Śląsku, które jednak nie ma nic wspólnego z niemiecką albo austriacką organizacją.

## Podział niemieckiego Ziomkostwa Sudeckoniemieckiego według miejsca pochodzenia
Podział Niemców sudeckich według miejsca pochodzenia (niemiecki Herkunftsort) nazywa się Heimatgliederung. Kraj Sudetów jest podzielony do 14 krajobrazów ojczystych (niemiecki Heimatlandschaft), które są podzielone na powiaty ojczyste (niemiecki Heimatkreis).
- Adlergebirge (Góry Orlickie)
  - powiaty ojczyste Friesetal (Dolina Brzeżny), Grulicher Ländchen (Ziemia Kralicka), Oberes Adlergebirge (Górne Góry Orlickie)
- Altvaterland (Ziemia Pradziadzka)
  - Nordmähren (Morawy północne)
    - powiaty ojczyste Bärn, Mährisch Schönberg, Römerstadt, Sternberg

  - Sudetenschlesien (Śląsk Sudecki)
    - powiaty ojczyste Freiwaldau, Freudenthal, Jägerndorf, Troppau
- Beskidenland (Ziemia Beskidzka, Kraj Beskidów)
  - powiaty ojczyste Friedek-Mistek, Mährisch Ostrau, Teschen
- Böhmerwald (Szumawa)
  - powiaty ojczyste Bergreichenstein, Budweis, Eisenstein-Neuern, Kaplitz, Krummau, Prachatitz
- Egerland (Ziemia Chebska)
  - powiaty ojczyste Asch, Bischofteinitz, Eger, Elbogen, Falkenau, Graslitz, Karlsbad, Luditz, Marienbad, Mies/Pilsen, Neudek, Plan-Weseritz, Tachau, Tepl-Petschau
- Elbetal (Dolina Łaby)
  - powiaty ojczyste Aussig, Leitmeritz, Tetschen-Bodenbach
- Erzgebirge-Saazerland (Rudawy-Ziemia Žatecka)
  - powiaty ojczyste Brüx, Kaaden-Duppau-Klösterle, Komotau, Podersam-Jechnitz, Preßnitz-Weipert, Saaz, Sankt Joachimsthal
- Kuhländchen (ziemia krawarska)
  - powiaty ojczyste Fulnek, Neutitschein, Odrau, Wagstadt
- Mittelgebirge (Średniogórze)
  - powiaty ojczyste Bilin, Dux, Teplitz-Schönau
- Polzen-Neiße-Niederland (Niderlandy ploucznicko-łużyckonyskie, Niderlandy sudeckoniemieckie)
  - powiaty ojczyste Böhmisch Leipa, Haida, Dauba, Deutsch-Gabel/Zwickau, Friedland, Gablonz, Niemes, Reichenberg, Rumburg, Schluckenau, Warnsdorf
- Riesengebirge (Karkonosze)
  - powiaty ojczyste Braunau, Hohenelbe, Trautenau
- Schönhengstgau (Ziemia Hrzebeczska)
  - powiaty ojczyste Hohenstadt-Müglitz, Landskron, Mährisch Trübau, Zwittau
- Südmähren (Morawy południowe)
  - powiaty ojczyste Neubistritz, Nikolsburg, Zlabings, Znaim
- Sprachinseln in Innerböhmen und Innermähren (Wyspy językowe w Czechach Wewnętrznych i w Morawach Wewnętrznych)
  - powiaty ojczyste Brünn, Iglau, Olmütz, Prag, Wischau. (Wyspa językowa Budweis należy do krajobrazu ojczystego Böhmerwald, wyspa językowa Pilsen należy do krajobrazu ojczystego Egerland i wyspa językowa Mährisch Ostrau należy do krajobrazu ojczystego Beskidenland.)

## Podział austriackiego Ziomkostwa Sudeckoniemieckiego według miejsca pochodzenia
- Böhmerwaldbund (Związek Szumawski)
- Bruna (Berno)
- Bund der Nordböhmen – Riesengebirgler, Reichenberg, Friedland (Związek Czech Północnych – Karkonoszanie, Liberec, Frydlant)
- Humanitärer Verein der Schlesier – Jägerndorf – Freudenthal (Stowarzyszenie Humanitarne Ślązaków – Karniów – Bruntal)
- Kuhländchen – Neutitschein (ziemia krawarska – Nowy Jiczyn)
- Grulich – Landskron – Adlergebirge (Kraliki – Lanszkroun – Góry Orlickie)
- Kulturverein Südmährerhof (Stowarzyszenie Kulturalne Dwór Południowomorawian)
- Neubistritz (Nowa Bystrzyca)
- Nordmähren – Sternberg – Mährisch Schönberg (Morawy Północne – Szternberk – Szumperk)
- Zwittauer – Müglitzer (Switawianie – Mogielniczanie)
- Dachverband der Südmährer (Stowarzyszenie parasolowe Południowomorawian)